# Mentides molt arriscades
Mentides molt arriscades (títol original: The Secret Agent Club) és una pel·lícula estatunidenca dirigida per John Murlowski, estrenada el 1996. És protagonitzada per lluitador de catch Hulk Hogan. Ha estat doblada al català.

## Argument
Pertothom, Ray Chase (Hulk Hogan) només és un marginat, venedor de joguines, la dona del qual ha mort fa alguns anys, i al seu fill únic Jeremy (Matthew McCurley) no el veu molt sovint, perquè sempre està absent en els seus « viatges de negocis ». El que ningú no sap, ni tan sols Jeremy, és que el seu pare és un agent secret que viatja per tot arreu pel món per complir missions classificades top-secret per una agència de manteniment de la pau.

## Repartiment
- Hulk Hogan: Raymond Chase també anomenat Ray
- Lesley-Anne Down: Eve
- Matthew McCurley: Jeremy
- Richard Moll: Wrecks
- Lyman Ward: El General
- Barry Bostwick: Vincent Scarletti
- James Hong: M. Yamata